# Piekiełko (województwo mazowieckie)
Piekiełko – wieś w Polsce położona w województwie mazowieckim, w powiecie grójeckim, w gminie Grójec.
W latach 1975–1998 miejscowość położona była w województwie radomskim.